# Fortinea auriciliella
Fortinea auriciliella är en fjärilsart som beskrevs av August Busck 1914. Fortinea auriciliella ingår i släktet Fortinea och familjen stävmalar. Inga underarter finns listade i Catalogue of Life.